# Musel IV Mamiconi
Musel IV Mamiconi fou cap de la família noble armènia dels Mamiconis. Artavasdes Mamiconi va dirigir vers el 770 i el 771 una revolució nacional armènia que com a primer acte va matar el recaptador fiscal àrab del districte del Shirak, a la vila de Kumair. Però els àrabs eren molt forts i Artavasdes va haver de fugir cap a Kartli. Musel, parent seu, es va refugiar llavors a les muntanyes i va dirigir una guerrilla per algun temps i va obtenir alguns èxits notables, essent el principal la derrota de la guarnició àrab de Dvin (quatre mil homes) que havia sortit a perseguir-lo, derrota que Musel va aconseguir amb només 200 homes. Musel IV i Samuel Mamiconi van morir en la batalla de Bagrevand el 25 d'abril del 772 en què els armenis revoltats foren aplanats pels àrabs. Les seves terres del districte d'Arxarunik, el districte d'Aixots, el Taik oriental, i part del Taron, i altres antigues possessions de la família foren ocupades per Djahap al-Qaisi (fundador de la dinastia qaysita de Manazkert) el 772, menys Sassun i Bagrevand. Perduda Taron el 771, i la major part dels territoris el 772, els dos fills de Musel es van refugiar a Baspracània, on Hamazaspes Arzeruni els va fer matar. Només una filla va conservar algun poder en casar-se amb el capitost àrab Djahap al-Qaisi, que volia la dona per legitimar el seu poder.